# Otto-Heinz Groth
Otto-Heinz Groth (* 1. Juli 1924 in Lübz, Mecklenburg; † 22. November 1981 in Lippstadt) war ein deutscher Architekt der Nachkriegsmoderne.

## Leben
Groth studierte Architektur an der Technischen Hochschule Braunschweig und legte 1952 die Diplom-Hauptprüfung bei Friedrich Wilhelm Kraemer ab. Von 1952 bis 1955 arbeitete er im Büro von Egon Eiermann in Karlsruhe. Danach gründete er ein eigenes Büro in Dortmund, mit dem er sich auf öffentliche Gebäude, insbesondere Schulen, spezialisierte.
Im Vademecum deutscher Lehr- und Forschungsstätten Band 7, S. 604 wird Otto-Heinz Groth als Hochschullehrer geführt, er hatte an der GH (heute: Bergische Universität) Wuppertal eine Professur für Baukonstruktion und Entwerfen inne.

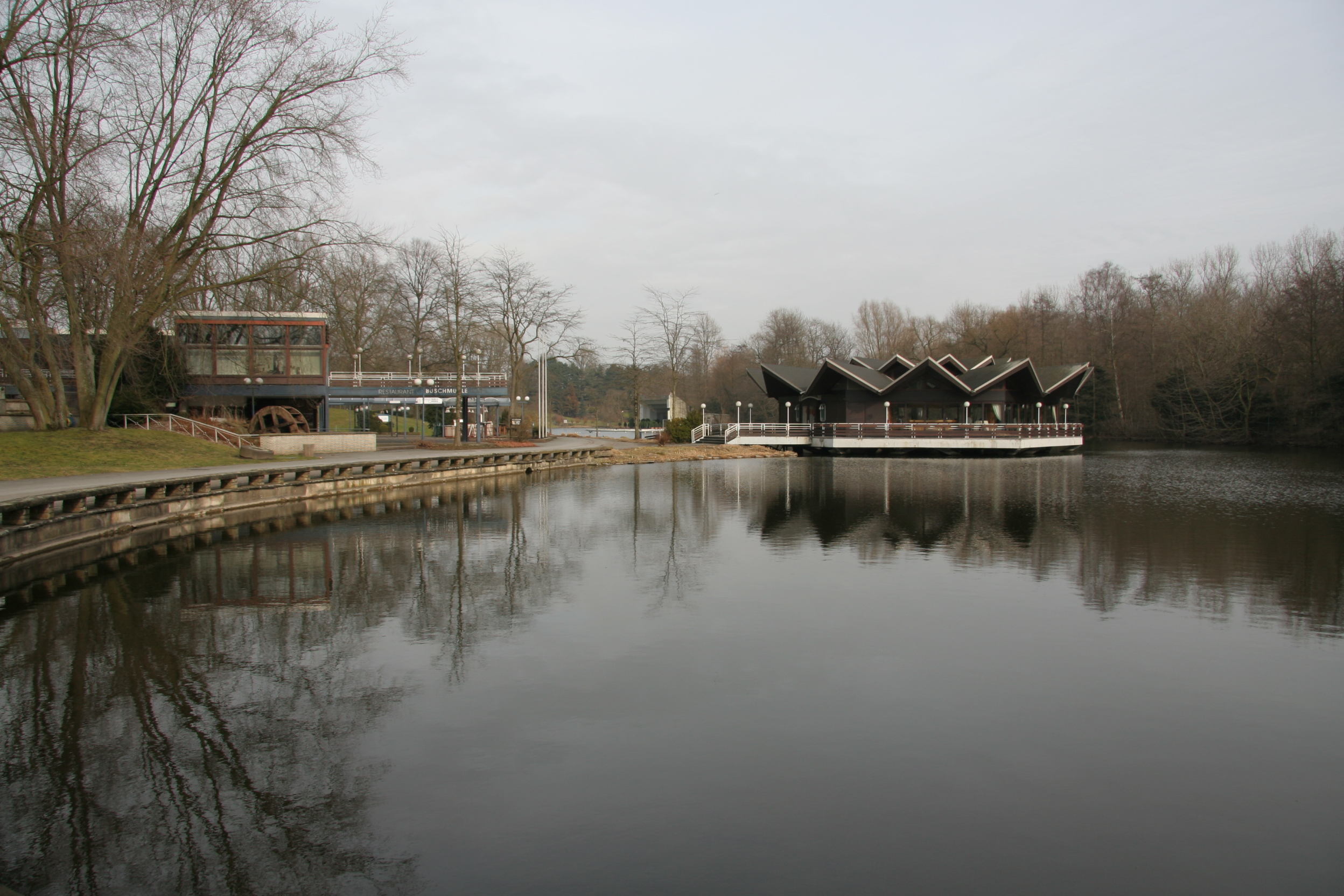
Die Buschmühle Ende Februar 2009

Im Jahr 1961 wurden die Architekten Groth und Lehmann von der englischen Firma Brockhouse Steel beauftragt, das Brockhouse-System auf metrische Maße, deutsche Materialien, Industrienormen und Baubestimmungen umzuarbeiten. Für diese Entwicklung eröffnete Groth in London ein Zweigbüro. Der erste größere Bau, der von Groth und Lehmann in Deutschland nach dem Brockhouse-System gebaut wurde, war die Secondary School in Dortmund. Die von Groth entworfene Barkenberg-Schule in der Neuen Stadt Wulfen zählt ebenfalls zu den bekannten Bauten die im Brockhouse-System gebaut wurden.
Anlässlich der Bundesgartenschau 1959 auf dem Gelände des Westfalenparks in Dortmund entwarf Groth, zusammen mit den Architekten Werner Lehmann und Wolfram Schlote, das Restaurant Buschmühle und am Ostrand des Parks das Gebäudeensemble für das Goethe-Gymnasium.
Einen im Jahr 1973 ausgelobten Hochbauwettbewerb für die Liegenschaft des Bundesverteidigungsministeriums auf der Hardthöhe in Bonn, gewann die Planungsgruppe Groth und Lehmann-Walter. Der sog. „Zentrale Bereich“, eine rasterförmig strukturierte Großform, mit einer Bürofläche von 50.000 Quadratmetern erfolgte von 1979 bis 1987 im Auftrag der Bundesbaudirektion Bonn durch Walter, Lehmann und Partner (WLP, Dortmund/Bonn).

## Bauten und Entwürfe

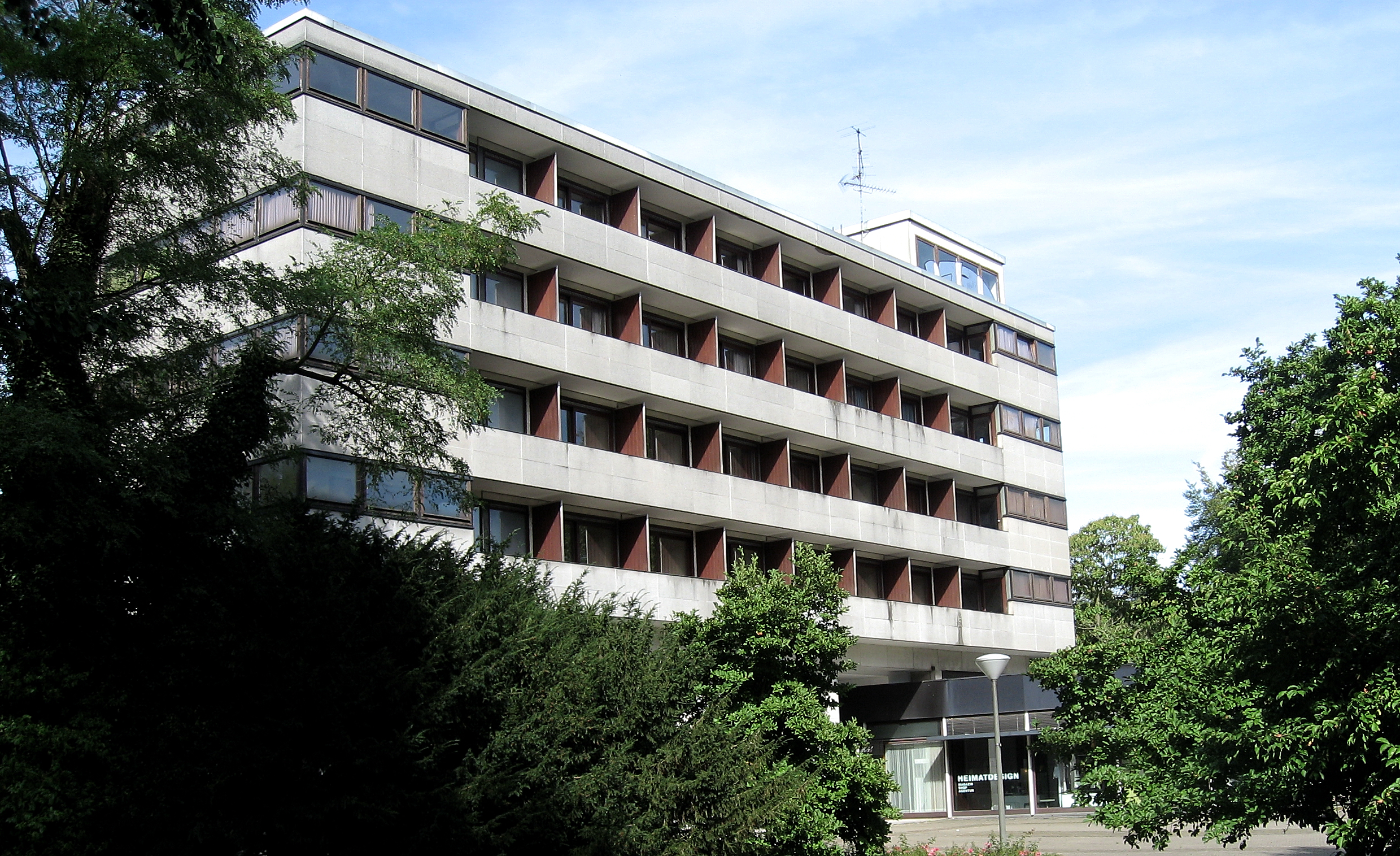
Hotel Rombergpark, Südfassade

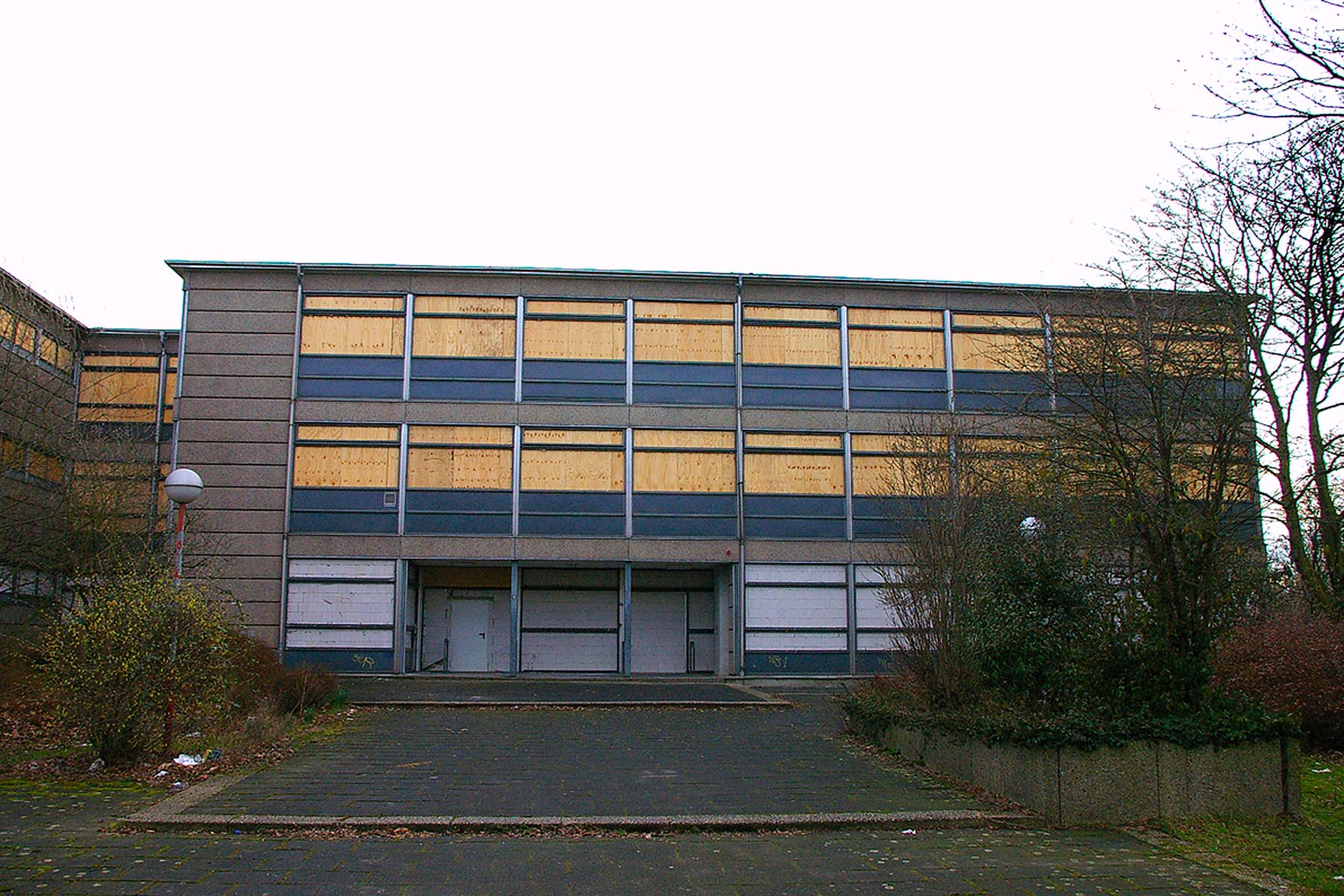
Adolf-Reichwein-Realschule in Witten (2005 geschlossen)

- 1951: Wettbewerbsentwurf für ein städtisches Verwaltungsgebäudes in Münster (mit Hans Praschma)[7]
- 1958–1959: Restaurant Buschmühle im Westfalenpark in Dortmund (mit Werner Lehmann und Wolfram Schlote)[7][8]
- 1958–1962: Schulbau an der Sckellstraße in Dortmund (mit Werner Lehmann und Wolfram Schlote; 1962–1983 Goethe-Gymnasium, bis 2016 Robert-Schumann-Kolleg; zurzeit leer stehend, denkmalrechtliche Unterschutzstellung und Nachnutzung geplant)[9][10]

- 1959: Hotel, Restaurant und Hotelfachschule am Rombergpark in Dortmund (mit Werner Lehmann und Wolfram Schlote; 2007 abgerissen)[7]
- 1961: Wettbewerbsentwurf für einen Rathausneubau in Düsseldorf[7]
- 1963–1964: Volksschule (Burgfeldschule) in Bad Berleburg[7]
- 1966: Volks- und Hauptschule an der Havelstraße in Bochum-Harpen (mit K. H. Lotzmann; abgerissen)[11]
- vor 1965: Britische Secondary School in Dortmund, Am Gottesacker (mit Werner Lehmann)[7]
- vor 1966: Realschule in Unna[7][12]
- 1967: Hauptschule in Wolfsburg[13]
- 1967: Grund- und Hauptschule in Wulfen-Barkenberg (Neue Stadt Wulfen)[7][14][15]
- 1968: Landesgehörlosenschule in Dortmund, Glückaufsegenstraße (mit Mechtild Gastreich-Moritz, Ulrich Gastreich, Richard Riebe, Will Schwarz)[7]
- 1968: Wettbewerbsentwurf im Ideenwettbewerb für die Universität Dortmund[7]
- 1969: Adolf-Reichwein-Realschule in Witten[7](2013 abgerissen[16][17])
- 1970: Bonifacius-Schule in Essen[7]
- 1973: Gewinner des Hochbauwettbewerbs (Planungsgruppe Groth-Lehmann-Walter) für den „Zentralen Bereich“ des Bundesministeriums der Verteidigung (BMVg) auf der Hardthöhe in Bonn, Realisierung 1979–1987
- 1974: Sozialzentrum des Westfälischen Landeskrankenhauses in Dortmund-Aplerbeck, Allerstraße[7]